# Caccinia
Caccinia es un género de plantas con flores perteneciente a la familia Boraginaceae. Comprende 12 especies descritas y de estas, solo 5 aceptadas.

## Descripción
Son hierbas bienales o perennes con partes híspidas. Hojas alternas. Flores en panículas terminales o tirsos.  Corola en tubo largo, garganta con escamas bien desarrolladas. Estambres 5, desiguales (4 pequeños y 1 grande). Núculas 4 comprimidas, lisas.

## Taxonomía
El género fue descrito por Gaetano Savi  y publicado en Cose Botaniche 1, 7, pl. 1. 1832.

## Especies aceptadas
A continuación se brinda un listado de las especies del género Caccinia aceptadas hasta septiembre de 2013, ordenadas alfabéticamente. Para cada una se indica el nombre binomial seguido del autor, abreviado según las convenciones y usos.
- Caccinia actinobole Bunge
- Caccinia dubia Bunge
- Caccinia kotschyi Boiss.
- Caccinia macranthera (Banks & Sol.) Brand
- Caccinia strigosa Boiss.